# Storia di Sarno
La città di Sarno nasce da un castello longobardo costruito dal duca di Benevento nell'VIII secolo, ed è prima gastaldato, poi contea e infine ducato. Il territorio comunale presenta tuttavia tracce di insediamenti dal neolitico all'epoca romana, abbandonati probabilmente in seguito alla disastrosa eruzione del Vesuvio che aveva distrutto Pompei nel 79 d.C.

## Le origini

### La leggenda
Le fonti antiche (Conone) riferiscono il primo insediamento nella valle del Sarno ai mitici Pelasgi, originari del Peloponneso, che avrebbero dato il nome di Sarro al fiume, riprendendolo dal fiume "Saron" della loro terra di origine. I Pelasgi stanziati nella valle avrebbero preso il nome di Sarrasti e avrebbero in seguito fondato la città di Nocera. Secondo Strabone, invece, i Pelasgi avrebbero occupato la zona dopo gli Osci, i quali, sempre secondo le fonti consultate da Strabone sarebbero succeduti agli Opici e agli Ausoni (già presenti in loco, secondo Polibio e Antioco di Siracusa; Antioco, tuttavia, mostra di considerare Opici e Ausoni un'unica popolazione; né l'uno né, l'altro, almeno nelle citazioni straboniane, parlano dei Pelasgi).
Nel VII libro dell'Eneide di Virgilio, nel quale si racconta della guerra fra Enea e Turno, tra gli eroi e i popoli che si erano uniti ai Rutuli viene citato Ebalo, re di molte genti, tra cui Sarrastes populos et quae rigat aequora Sarnus ("i Sarrasti e delle genti che Sarno irriga").

### I dati archeologici
Presso le sorgenti dei torrenti che danno origine al fiume Sarno, esistono tracce riferibili ad un villaggio neolitico, datato alla metà del IV millennio a.C.abbandonato nella prima età del bronzo (inizi del II millennio a.C.) e di una frequentazione nel XIV secolo a.C.
Nel IX secolo a.C. una serie di necropoli attestano la presenza di diversi insediamenti lungo la via naturale di comunicazione tra i territori nolano e nocerino. Le popolazioni locali entrarono quindi a contatto con i coloni greci e con gli Etruschi e sembra che il nome Sarno sia un termine etrusco, con il significato di "fiume dalle molte sorgenti". Nel VI secolo a.C. il popolamento della valle diminuì, probabilmente per l'attrazione esercitata dalle civilizzate città sorte verso la costa, tra cui Nocera e Pompei.
La valle fu tuttavia ancora abitata da Osci e Sanniti ed esistono indizi dell'esistenza di un centro indigeno e di un santuario, forse identificabile con l'antica "Urbula". L'antico culto delle sorgenti si sviluppò nel culto del dio Sarno, raffigurato su monete degli inizi del III secolo a.C. (con la legenda "Sarnsneis").

## L'età romana
Le genti del Sarno sono citate tra i partecipanti alla battaglia di Canne del 216 a.C., durante la seconda guerra punica, come alleati dei Romani contro i Cartaginesi. La notizia è riportata da Silio Italico nell'VIII libro del De bello punico ("Sarrastes etiam populos, totasque videres Sarni miti opes", ovvero "e inoltre si mostrarono i popoli sarrasti, armi del mite Sarno").
Al II secolo a.C. risalgono i resti di un teatro, scoperto sempre in prossimità delle sorgenti, indizio della presenza di un piccolo centro, forse identificabile con il sito di "ad Teglanum", citato sulla Tabula Peutingeriana.
Alla metà del I secolo d.C. si riferiscono i resti di un acquedotto, che captava le sorgenti del fiume Serino per portare l'acqua al porto di Miseno, dove era stanziata la flotta imperiale. Dai resti dell'acquedotto ha preso il nome la località di "Mura d'Arce".
La catastrofica eruzione del Vesuvio del 79 d.C., che distrusse Pompei, portò anche all'abbandono di parte della valle.

## L'età medievale
Per tutto il medioevo, il fiume Sarno assunse il nome di "Dragone", con numerose varianti e storpiature, dovuto probabilmente all'andamento serpeggiante delle sue acque. Nel 552 d.C. sulle rive del fiume, chiamato dallo storico bizantino Procopio "Dracone", il generale Narsete sconfisse in battaglia definitivamente i Goti e ne uccise l'ultimo re, Teia ponendo fine alla guerra greco-gotica.

### I Longobardi
Nel 601 il duca longobardo di Benevento, Arechi, si spinse fino a Sarno per imporre il proprio dominio e i primi nuclei di Longobardi si stanziarono nella valle. Nella seconda metà dell'VIII secolo venne costruito il castello di Sarno, sulle pendici del monte Saretto. Sotto il castello nacque un centro abitato, oggi conosciuto come "Terravecchia"-"Borgo San Matteo", che costituì il primo nucleo della città di Sarno. La città adottò come patrono san Michele Arcangelo, protettore dei Longobardi.
Quando nel 787 il Ducato di Benevento, sotto il duca Arechi II, assurse al rango di principato, Sarno fu uno dei 33 gastaldati in cui venne diviso il territorio, affidato ad un feudatario temporaneo (senza diritto di trasmissione ereditaria). La posizione, ai confini tra il principato di Benevento e i ducati di Salerno e di Napoli, era di grande importanza strategica. In località Fauces (l'odierna frazione di Foce di Sarno) il duca Bono di Napoli sconfisse in battaglia il principe Sicone di Benevento.
Con un capitolare dell'847 fu sancita la divisione dei territori della cosiddetta Longobardia minor e il gastaldato di Sarno venne assegnato al principato di Salerno. Nell'866 il principe di Salerno Guaiferio giunse a Sarno e qui fece atto di sottomissione a Ludovico II il Germanico.

### La contea e il vescovato di Sarno
Nel 970 il gastaldato di Sarno fu elevato al rango di contea dal principe Gisulfo I, che la assegnò al cugino Indolfo, nominato anche erede al trono di Salerno. A lui si deve la fondazione della chiesa di San Matteo, la più antica fra quelle tuttora conservate.
Al 1041 risale la prima attestazione di un'espansione dell'abitato verso la pianura e nel 1066 l'arcivescovo Alfano di Salerno, con bolla convalidata da papa Alessandro II, istituì il vescovato di Sarno. Primo vescovo fu un certo Riso, salernitano, che prese dimora nella zona allora detta Casamabile: diventata sede vescovile, la zona assunse presto la nuova denominazione di Episcopio, ossia "casa del vescovo", rimasta invariata fino ad oggi.

### I Normanni

Stemma della Casa d'Altavilla.

Durante la conquista normanna dell'Italia meridionale, nel 1077 Roberto il Guiscardo conquistò il principato di Salerno e stipulò a Sarno una pace provvisoria con Giordano, principe di Benevento, la cui capitolazione avvenne poco più tardi. Il principe longobardo Gisulfo II, cacciato da Salerno, si rifugiò presso papa Gregorio VII. A Sarno, presso il vescovo Riso, sostò anche poco dopo lo stesso papa, che aveva riconosciuto le conquiste normanne ed era stato per questo posto sotto assedio a Roma dall'imperatore Enrico IV. Gisulfo II rimase a Sarno, ospitato dalla sorella Gaitelgrima, e sembra vi sia morto e vi sia stato quindi sepolto intorno al 1091. Poco dopo, Sarno ospitò ancora un papa, Urbano II, impegnato nell'organizzazione della prima crociata.
La città venne depredata nel 1134, nelle ultime fasi dello scontro fra Ruggero II d'Altavilla e gli altri signori della regione coalizzati contro di lui. Ruggero si impadronì del ducato di Napoli, costringendo alla sottomissione l'ultimo duca Sergio VII.

### Il periodo svevo e i conti d'Aquino
La contea di Sarno passò nei domini diretti della corona e successivamente fu attribuita a Riccardo, figlio di Ruggero II. Con l'ascesa degli Svevi, assurti al trono di Sicilia grazie al matrimonio di Costanza d'Altavilla con l'imperatore Enrico VI, la contea fu affidata a Diopoldo von Hohenburg.
Il conte nel 1198 difese con le armi i diritti del re Federico, posto dalla madre sotto la tutela del papa Innocenzo III, contro il conte Gualtieri III di Brienne, fratello del re Giovanni di Gerusalemme e marito di Albina (o Elvira o Maria) figlia di Tancredi d'Altavilla che reclamava i feudi di Lecce e di Taranto. Messo sotto assedio nel castello di Sarno, il conte Diopoldo riuscì a ferire e imprigionare l'avversario, che morì all'interno della fortezza e fu sepolto nell'antica chiesa di Foce: il sepolcro tornò alla luce nel corso del ‘600, quando fu edificato l'attuale santuario della Madonna della Foce.
Della spedizione del conte Gualtieri sembra avesse fatto inizialmente parte san Francesco, prima della sua conversione: il santo rimase colpito dalla disfatta e morte del conte, tanto da recarsi in seguito a rendere omaggio sulla sua tomba.
Durante l'epoca sveva la contea di Sarno passò ai conti d'Aquino della Ratta, della stessa famiglia di san Tommaso. Strenui sostenitori della causa sveva e di re Manfredi, più volte ospitato nel castello di Sarno, i d'Aquino combatterono al fianco del sovrano: Corrado morì nel 1260 nella battaglia di Montaperti, lasciando vedova la moglie Margherita di Sanseverino, mentre il figlio Landolfo, sopravvissuto alla battaglia di Benevento (1266) che costò la vita a Manfredi, morì nel 1268 nella battaglia di Tagliacozzo. Entrambi furono sepolti nel castello di Sarno.
Carlo d'Angiò assediò e saccheggiò il castello, ma il figlio di Landolfo, anch'egli di nome Corrado, fu fatto fuggire a Barcellona.

### Il dominio angioino

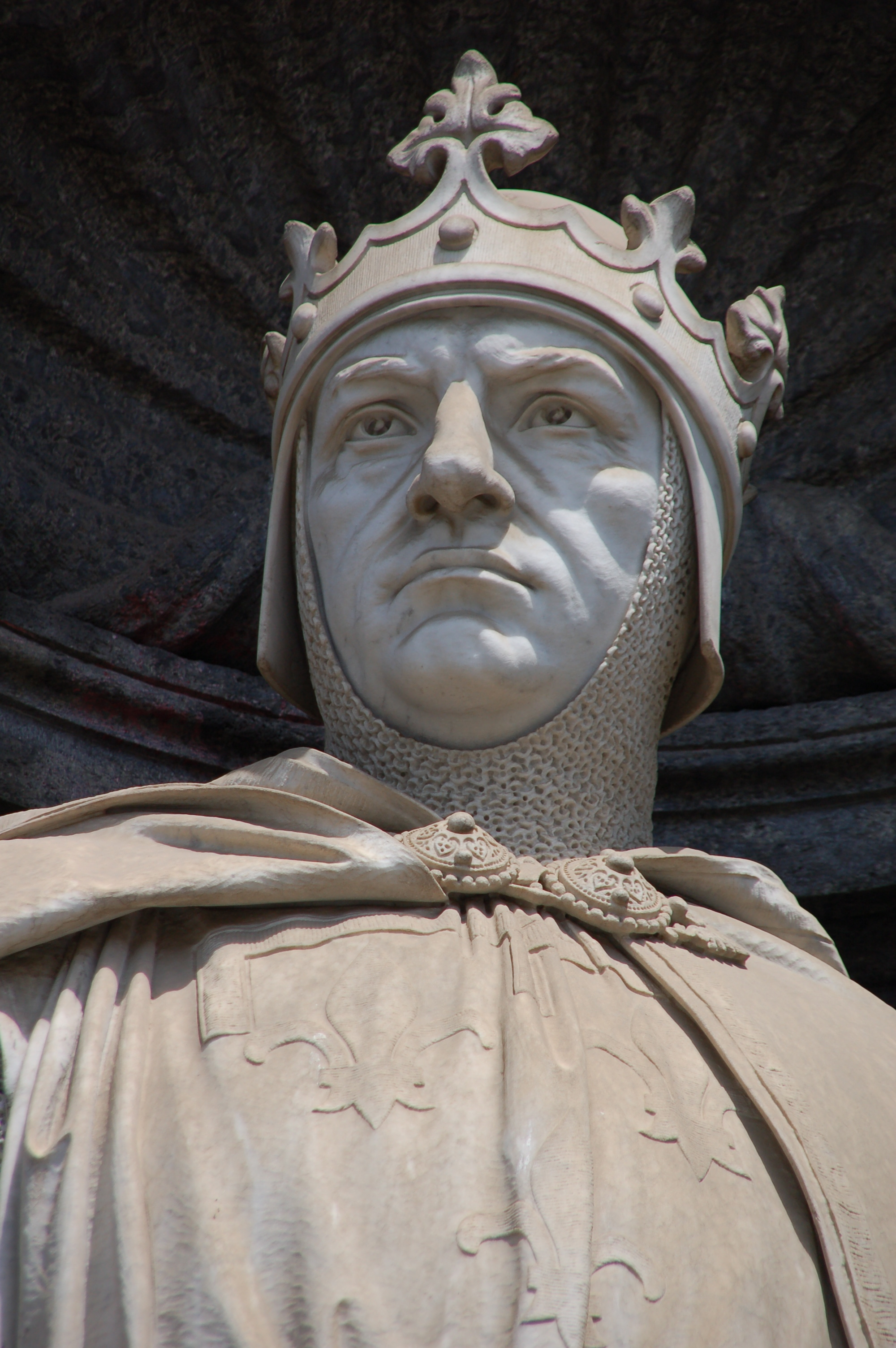
Carlo I d'Angiò

La contea di Sarno rientrò nuovamente nei domini diretti della corona e il titolo comitale fu assunto dall'erede al trono di Napoli, il futuro Carlo II. Di fatto, a reggere le sorti della città e del castello, restava Margherita di Sanseverino, nonna di Corrado d'Aquino.
Quest'ultimo era cresciuto alla corte di Pietro III d'Aragona, dal quale fu nominato ambasciatore a Napoli. Qui fu molto apprezzato da Carlo d'Angiò, dal quale ottenne la possibilità di rientrare al castello di Sarno. Caduto in seguito nuovamente in disgrazia per aver ucciso Raoul de Villars, responsabile della morte di suo padre, Corrado fu costretto a rientrare in Aragona. Fece ritorno in Italia nel 1282, allo scoppio dei vespri siciliani. In battaglia si scontrò con Folco de Villars, figlio di Raoul, che lo ferì gravemente. Rinchiuso in Castel dell'Ovo, Corrado morì fra le braccia di Ricciarda Sanseverino, sua cugina e promessa sposa. Anch'egli fu sepolto nel castello di Sarno.
Nell'ultimo decennio del Duecento la terra di Sarno fu tenuta da Giovanni d'Eppe Gran Siniscalco del Regno
Estintasi la linea dei conti di Sarno, alla morte di Margherita Sanseverino la contea tornò alla corona e il re Carlo II, nel frattempo succeduto al padre, assegnò il feudo di Sarno al figlio Filippo, principe di Taranto e d'Acaia e Imperatore titolare di Costantinopoli. Si ignora quale linea ereditaria abbia seguito il titolo durante i regni di Roberto I e di Giovanna I, quest'ultima spesso ospite presso il castello di Sarno.
Nel 1382, al principio del regno di Carlo di Durazzo, la contea di Sarno fu affidata a Villanuzzo di Brunnfort, capitano generale della Compagnia dell'Uncino e maresciallo del Regno, che aveva combattuto per il re nel sacco di Arezzo del 1382 e nell'assedio di Barletta del 1384. Gli successe il figlio Antonio, detto Ungaro di Sant'Angelo, che sembra avesse rapito e sposato contro il volere della famiglia Francesca (o Citella) della Ratta, figlia del conte di Caserta.

### Gli Orsini di Sarno e il periodo aragonese

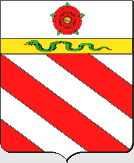
Stemma della famiglia Orsini

Agli inizi del XV secolo il conte di Nola, Pirro Orsini, cedette al papa Martino V i castelli di Nettuno e Astura, ottenendo in cambio le contee di Sarno e di Palma dalla regina Giovanna II. Solo il figlio di Pirro, Raimondo Orsini, riuscì tuttavia a prendere effettivamente possesso del castello di Sarno nel 1426.
Nel 1443 Alfonso d'Aragona assegnò il titolo di conte di Sarno a Nicola d'Alagno o d'Alagna, amalfitano, che era stato al servizio di re Ladislao e della regina Giovanna. La figlia, Lucrezia d'Alagno, fu a lungo amante del re, ma alla morte di questi, nel 1458, il successore Ferdinando I restituì la contea a Raimondo Orsini, morto nel 1459. A Raimondo successe il figlio naturale Daniele.
Il duca Giovanni II di Lorena, figlio di Renato d'Angiò rivendicava il trono di Napoli con l'appoggio del principe di Taranto Giovanni Antonio Orsini Del Balzo. Stabilì il suo quartier generale al castello di Sarno e il 7 luglio 1460 a Foce di Sarno sconfisse il re Ferdinando I. Pare che la regina, Isabella di Chiaromonte, avesse ottenuto dallo zio principe di Taranto l'abbandono della causa angioina. Giovanni d'Angiò fu in seguito definitivamente sconfitto presso Troia.
Daniele Orsini aveva ampliato il castello con nuove fortificazioni (tuttora una delle torri di vedetta ha il nome di "Torre Orsini", o "Torre dell'Orso"), ma il feudo passò nuovamente in possesso alla corona nel 1462 e il re nel 1480 ne affidò l'amministrazione a Galeramo de Requesens, catalano.
Durante il regno di Ferdinando I, nel 1476 i sindaci della comunità cittadina ("università") di Sarno, Abignente e Normandia, avevano ricevuto dal re un "Privilegio" costituito da 14 articoli, che stabiliva per la città alcune esenzioni.

#### Francesco Coppola conte di Sarno
Nel 1485 il re concesse Sarno in feudo a Francesco Coppola, che aveva già una posizione di notevole prestigio. Il conte tuttavia promosse con altri nobili, tra i quali Antonello Sanseverino, principe di Salerno, la congiura dei baroni, che aveva l'appoggio del papa Innocenzo VIII. Nel 1486 i congiurati vennero arrestati e l'anno successivo messi a morte. I beni del conte furono confiscati e il castello di Sarno svuotato.
Nel 1497 Federico IV, appena divenuto re dopo la morte del nipote, fu costretto a rifugiarsi a Sarno in quanto i baroni gli sbarravano la via di Napoli. Nel 1501 il sovrano fu deposto con l'accordo di Granada tra il re Luigi XII di Francia e Ferdinando II d'Aragona e il regno di Napoli venne annesso come vicereame al trono di Spagna. Filippo Coppola, figlio dell'antico conte di Sarno, Francesco, tentò la liberazione di Ferrandino, l'erede di Federico fatto prigioniero in Spagna, ma fu arrestato e messo a morte.

## L'età moderna
Durante il conflitto tra Francia e Spagna per il possesso del regno di Napoli, avvenne l'episodio della Disfida di Barletta (13 febbraio 1503), alla quale partecipò Mariano Abignente patrizio della città di Sarno, di cui il Cantalicio, nel Consalvia, scrive: "Ibat, et ante omnes, Marianus gloria Sarni." ("Procedeva, davanti a tutti gli altri, Mariano, gloria di Sarno).

### I conti Tuttavilla
Nel 1494, la contea di Sarno era stata assegnata dal re Ferdinando I a Girolamo Tuttavilla, figlio naturale del cardinale Guillaume d'Estouteville. Il 22 febbraio 1483 Girolamo aveva sposato Ippolita Orsini, figlia di Napoleone, conte di Tagliacozzo. Alla caduta degli Aragonesi, Luigi XII di Francia aveva nominato conte di Sarno il cardinale Georges I d'Amboise, ma nel 1505, sotto Ferdinando il Cattolico, dopo una prima riconferma formale dello stesso d'Amboise, il feudo fu riconsegnato a Girolamo Tuttavilla, che fu in seguito reggente di tutta la Campania in qualità di Generale Commissario, con pieni poteri civili, militari, giudiziari e di ordine pubblico.
Nel 1507 la contea passò al figlio di Girolamo, Guglielmo, al quale successe, nel 1516, il figlio Girolamo II. Questi, luogotenente generale di Andrea Doria in terra, comandò le truppe italiane che combatterono contro i Turchi la battaglia di Corone (21 settembre 1532) sotto le insegne di Carlo V. Il 4 luglio 1535 morì in combattimento nella battaglia di Tunisi.
In questi anni fiorì in città la scuola filosofica di Vincenzo Colli, detto il Sarnese, che fu maestro di Giordano Bruno. Il grande pensatore nolano soggiornò più volte a Sarno, dove visse periodi di studio e meditazione.
Al conte Girolamo successe il figlio Vincenzo, delegato del viceré nell'amministrazione delle Calabrie. L'amministrazione della contea fu lasciata al fratello, Guglielmo, creato vescovo di Sarno nel 1548 (succedendo a Francesco Sfrondato, padre del futuro papa Gregorio XIV). Nel 1567 vi fu una violenta sommossa popolare, che provocò l'incendio dell'archivio del sedile dei nobili. I ribelli vennero scomunicati da Pio V, ma le loro richieste furono accolte dalla Regia Camera. L'episodio è stato letto da alcuni storici come un'anticipazione di oltre un secolo dei famosi moti di Masaniello.
Tra il 1569-70 Vincenzo lasciò la contea al figlio Muzio, che fu anche sindaco di Napoli, fu artefice di importanti opere di canalizzazione del Sarno ("canale del Conte"), per alimentare i propri mulini nel territorio di Torre Annunziata. Combatté inoltre nella battaglia di Lepanto del 1571.

### I conti Colonna e la fine del castello di Sarno
Muzio Tuttavilla morì nel 1604 lasciando una sola figlia, Lucrezia (o Maria), che andò in sposa nel 1608 a Pier Francesco Colonna, dei signori di Palestrina e Zagarolo, che subentrarono ai Tuttavilla come conti di Sarno. Il ruolo del conte aveva tuttavia perso molto del suo potere effettivo: le comunità locali conquistavano una sempre maggiore autonomia e le famiglie aristocratiche cittadine stavano consolidando la loro presenza nelle istituzioni cittadine o erano in ascesa (Raimo, Alteda, Normandia, Sirica, Frecentese, Balzerano, Amandis e soprattutto i de Filippis). La piccola nobiltà locale costruiva o restaurava le chiese cittadine ed edificava in città le proprie residenze. Si sviluppò in questo periodo l'industria della tessitura della canapa.
Nel 1647, durante la repressione dei moti di Masaniello, poiché il conte Pompeo Colonna aveva appoggiato gli insorti, il castello di Sarno fu conquistato e distrutto.

### Il Ducato di Sarno
Dopo la morte di Pompeo Colonna, scomparso senza eredi, nel 1661 la contea fu acquistata all'asta pubblica da Maffeo Barberini, che la resse insieme alla baronia di Striano e Torre Annunziata. Nel 1690 passò al Principe Giuseppe de' Medici di Ottaiano. Sotto questo principe, l'antica contea di Sarno fu elevata a ducato e il titolo fu trasmesso agli eredi insieme a quello di Ottaiano.
Nel 1806, Giuseppe Bonaparte, fratello di Napoleone, decretò l'abolizione del feudalesimo in tutto il regno ed anche il ducato di Sarno venne abolito.

## L'età contemporanea
Il 5 maggio 1998 il comune fu colpito, insieme con i vicini centri di Quindici, Bracigliano e Siano, da un grave e devastante fenomeno franoso, composto da colate rapide di fango, che interessò la metà del territorio comunale.
L'evento provocò la distruzione di molte abitazioni e la morte di 137 persone nella sola Sarno.